# فلورنس (مسيسيبي)
فلورنس (بالإنجليزية: Florence, Mississippi)‏ هي بلدة تقع في مقاطعة رانكين (ميسيسيبي) بولاية مسيسيبي في الولايات المتحدة. تبلغ مساحتها 15.2 (كم²)، وترتفع عن سطح البحر 95 م، بلغ عدد سكانها 4141 نسمة في عام 2010 حسب إحصاء مكتب تعداد الولايات المتحدة وتصل الكثافة السكانية فيها 157.4 نسمة/كم2.

## التركيبة السكانية
حدّد مكتب تعداد الولايات المتحدة بيانات التركيبة السكانية لفلورنس في تعداد الولايات المتحدة. في ما يلي، التركيبة السكانية حسب تعدادي 2000 و2010.

### تعداد عام 2000
بلغ عدد سكان فلورنس 2,396 نسمة بحسب تعداد عام 2000، وبلغ عدد الأسر 931 أسرة وعدد العائلات 701 عائلة مقيمة في البلدة. في حين سجلت الكثافة السكانية 114.3 نسمة لكل كيلومتر مربع (296.0/ميل2). وبلغ عدد الوحدات السكنية 1,054 وحدة بمتوسط كثافة قدره 50.3 لكل كيلومتر مربع (130.3/ميل2).
وتوزع التركيب العرقي للبلدة بنسبة 88.69% من البيض و10.31% من الأمريكيين الأفارقة و0.04% من الأمريكيين الأصليين و0.29% من الأمريكيين ذوي الأصول الآسيوية و0.13% من الأعراق الأخرى و0.54% من عرقين مختلطين أو أكثر و1.13% من الهسبانيون أو اللاتينيون من أي عرق.
بلغ عدد الأسر 931 أسرة كانت نسبة 44.3% منها لديها أطفال تحت سن الثامنة عشر تعيش معهم، وبلغت نسبة الأزواج القاطنين مع بعضهم البعض 57.8% من أصل المجموع الكلي للأسر، ونسبة 14.6% من الأسر كان لديها معيلات من الإناث دون وجود شريك،  بينما كانت نسبة 2.9% من الأسر لديها معيلون من الذكور دون وجود شريكة وكانت نسبة 24.7% من غير العائلات. تألفت نسبة 21.8% من أصل جميع الأسر من عدة أفراد يعيشون في نفس المنزل ونسبة 8.7% كانت تتألف من شخص يعيش بمفرده يبلغ من العمر 65 عاماً أو أكثر. وبلغ متوسط حجم الأسرة المعيشية 2.55، أما متوسط حجم العائلات فبلغ 2.99.
بلغ العمر الوسطي للسكان 31.6 عاماً. وكانت نسبة 28.7% من القاطنين تحت سن الثامنة عشر، وكانت نسبة 9.1% بين الثامنة عشر والرابعة والعشرين عاماً، ونسبة 33% كانت واقعةً في الفئة العمرية ما بين الخامسة والعشرين والرابعة والأربعين عاماً، ونسبة 18.8% كانت ما بين الخامسة والأربعين والرابعة والستين، ونسبة 9.6% كانت ضمن فئة الخامسة والستين عاماً فما فوق. يوجد لكل 100 أنثى 87.2 ذكر، ويوجد لكل 100 أنثى في الثامنة عشر من عمرها فما فوق 83.3 ذكر.
بلغ متوسط دخل الأسرة في البلدة 39,400 دولارًا، أما متوسط دخل العائلة فبلغ 46,250 دولارًا. وكان متوسط دخل الذكور 35,030 دولارًا مقابل 24,327 دولارًا للإناث. وسجل دخل الفرد الخاص بالبلدة 18,162 دولارًا. وكانت نسبة 9.6% من العائلات ونسبة 10.8% من السكان تحت خط الفقر، وكان من هؤلاء نسبة 14.8% تحت سن الثامنة عشر ونسبة 12% في الخامسة والستين من العمر وما فوق.

### تعداد عام 2010
بلغ عدد سكان فلورنس 4,141 نسمة بحسب تعداد عام 2010، وبلغ عدد الأسر 1,558 أسرة وعدد العائلات 1,156 عائلة مقيمة في البلدة. في حين سجلت الكثافة السكانية 197.6 نسمة لكل كيلومتر مربع (511.8/ميل2). وبلغ عدد الوحدات السكنية 1,668 وحدة بمتوسط كثافة قدره 79.6 لكل كيلومتر مربع (206.2/ميل2).
وتوزع التركيب العرقي للبلدة بنسبة 85.32% من البيض و13.09% من الأمريكيين الأفارقة و0.07% من الأمريكيين الأصليين و0.48% من الأمريكيين ذوي الأصول الآسيوية و0.34% من الأعراق الأخرى و0.70% من عرقين مختلطين أو أكثر و1.11% من الهسبانيون أو اللاتينيون من أي عرق.
بلغ عدد الأسر 1,558 أسرة كانت نسبة 45.9% منها لديها أطفال تحت سن الثامنة عشر تعيش معهم، وبلغت نسبة الأزواج القاطنين مع بعضهم البعض 55.6% من أصل المجموع الكلي للأسر، ونسبة 13.4% من الأسر كان لديها معيلات من الإناث دون وجود شريك،  بينما كانت نسبة 5.1% من الأسر لديها معيلون من الذكور دون وجود شريكة وكانت نسبة 25.8% من غير العائلات. تألفت نسبة 22.4% من أصل جميع الأسر من عدة أفراد يعيشون في نفس المنزل ونسبة 8.2% كانت تتألف من شخص يعيش بمفرده يبلغ من العمر 65 عاماً أو أكثر. وبلغ متوسط حجم الأسرة المعيشية 2.64، أما متوسط حجم العائلات فبلغ 3.11.
بلغ العمر الوسطي للسكان 31.9 عاماً. وكانت نسبة 29.7% من القاطنين تحت سن الثامنة عشر، وكانت نسبة 7.9% بين الثامنة عشر والرابعة والعشرين عاماً، ونسبة 32.3% كانت واقعةً في الفئة العمرية ما بين الخامسة والعشرين والرابعة والأربعين عاماً، ونسبة 21% كانت ما بين الخامسة والأربعين والرابعة والستين، ونسبة 9% كانت ضمن فئة الخامسة والستين عاماً فما فوق. وتوزع التركيب الجنسي للسكان بنسبة 46.8% ذكور و53.2% إناث.

## وصلات خارجية
- http://www.florencems.com/
- The US50 - Cities and Towns in Mississippi State
- Mississippi Cities and Towns, Facts, Map, Flag, Colleges, Government, and More